# Maldon (circonscription britannique)
Pour les articles homonymes, voir Maldon.
Circonscription parlementaire de la Chambre des communes
La circonscription de Maldon est une circonscription électorale anglaise située dans l'Essex, et représentée à la Chambre des communes du Parlement britannique depuis 2010 par John Whittingdale du Parti conservateur.

## Géographie
La circonscription comprend :
- Les villes de Maldon et Burnham-on-Crouch

## Députés
Les Members of Parliament (MPs) de la circonscription sont :
La circonscription apparue en 1332 et représentée par deux députés dont Walter Mildmay (mars 1553-oct. 1553), Thomas Gent (1572-1584), Richard Weston (1601-1604), Theophilus Howard (1605-1610), Robert Rich (1610-1614), juge Julius Caesar (1621-1624), John Clotworthy (1640-1648), Charles Montagu (1689-1695), Richard Child (1708-1710), Benjamin Keene (1740-1741), John Bullock (1754-1774), Eliab Harvey (1780-1784), Peter Parker (1787-1790), Charles Du Cane (1852-1854) et John Bramley-Moore (1854-1859).
1868-1983
| Législature                                           | Années    | Député                 | Député                   | Parti        |
| ----------------------------------------------------- | --------- | ---------------------- | ------------------------ | ------------ |
| Maldon issue de East Essex                            |           |                        |                          |              |
| 20e                                                   | 1868–1874 |                        | Edward Hammond Bentall   | Libéral      |
| 21e                                                   | 1874–1878 |                        | George Sandford          | Conservateur |
| 21e                                                   | 1878-1880 |                        | George Courtland         | Libéral      |
| 22e                                                   | 1880–1885 |                        | George Courtland         | Libéral      |
| 23e                                                   | 1885–1886 | Arthur George Kitching |                          | Libéral      |
| 24e                                                   | 1886–1892 |                        | Charles Wing Gray        | Conservateur |
| 25e                                                   | 1892–1895 |                        | Cyril Dodd               | Libéral      |
| 26e                                                   | 1895–1900 |                        | Charles Strutt           | Conservateur |
| 27e                                                   | 1900–1906 |                        | Charles Strutt           | Conservateur |
| 28e                                                   | 1906–1910 |                        | Thomas Robert Bethell    | Libéral      |
| 29e                                                   | 1910–1910 |                        | James Fortescue Flannery | Conservateur |
| 30e                                                   | 1910–1918 |                        | James Fortescue Flannery | Conservateur |
| 31e                                                   | 1918–1922 |                        | James Fortescue Flannery | Conservateur |
| 32e                                                   | 1922–1923 | Edward Ruggles-Brise   |                          | Conservateur |
| 33e                                                   | 1923–1924 |                        | Valentine Crittall       | Travailliste |
| 34e                                                   | 1924–1929 |                        | Edward Ruggles-Brise (2) | Conservateur |
| 35e                                                   | 1929–1931 |                        | Edward Ruggles-Brise (2) | Conservateur |
| 36e                                                   | 1931–1935 |                        | Edward Ruggles-Brise (2) | Conservateur |
| 37e                                                   | 1935–1942 |                        | Edward Ruggles-Brise (2) | Conservateur |
| 37e                                                   | 1942-1945 |                        | Tom Driberg              | Indépendant  |
| 38e                                                   | 1945–1950 |                        | Tom Driberg              | Travailliste |
| 39e                                                   | 1950–1951 |                        | Tom Driberg              | Travailliste |
| 40e                                                   | 1951–1955 |                        | Tom Driberg              | Travailliste |
| 41e                                                   | 1955–1957 |                        | Brian Harrison           | Conservateur |
| 42e                                                   | 1959–1961 |                        | Brian Harrison           | Conservateur |
| 43e                                                   | 1964–1966 |                        | Brian Harrison           | Conservateur |
| 44e                                                   | 1966–1970 |                        | Brian Harrison           | Conservateur |
| 45e                                                   | 1970–1974 |                        | Brian Harrison           | Conservateur |
| 46e                                                   | 1974–1974 | John Wakeham           |                          | Conservateur |
| 47e                                                   | 1974–1979 | John Wakeham           |                          | Conservateur |
| 48e                                                   | 1979–1983 | John Wakeham           |                          | Conservateur |
| Remplacée par Rochford et South Colchester and Maldon |           |                        |                          |              |

Depuis 2010
| Législature                           | Années       | Député | Député            | Parti        |
| ------------------------------------- | ------------ | ------ | ----------------- | ------------ |
| Recréée de Maldon and East Chelmsford |              |        |                   |              |
| 55e                                   | 2010–2015    |        | John Whittingdale | Conservateur |
| 56e                                   | 2015–2017    |        | John Whittingdale | Conservateur |
| 57e                                   | 2017–2019    |        | John Whittingdale | Conservateur |
| 58e                                   | 2019–Présent |        | John Whittingdale | Conservateur |

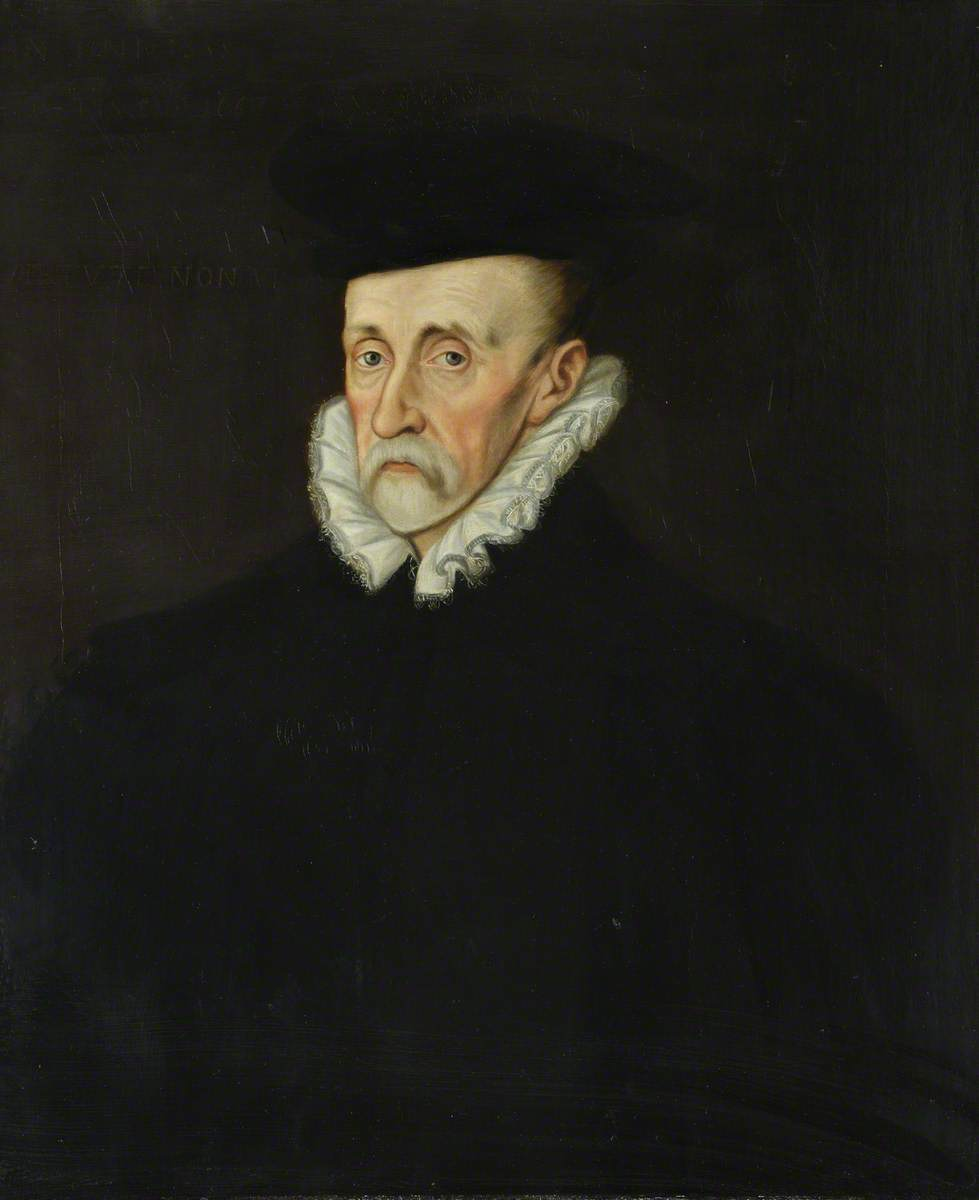
Walter Midmay (mars 1553-oct. 1553), par Paul van Somer
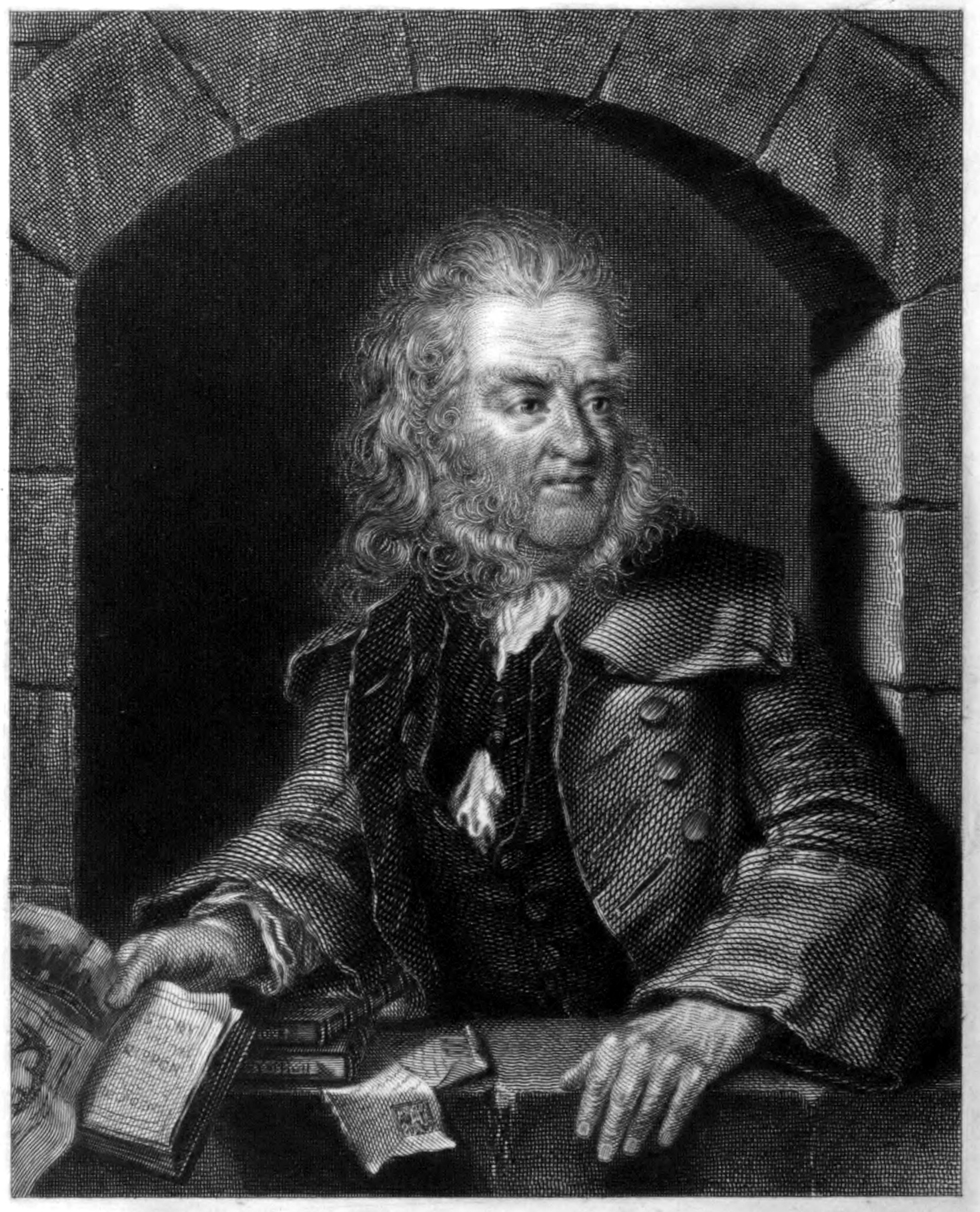
Thomas Gent (1572-1584), par Nathan Drake
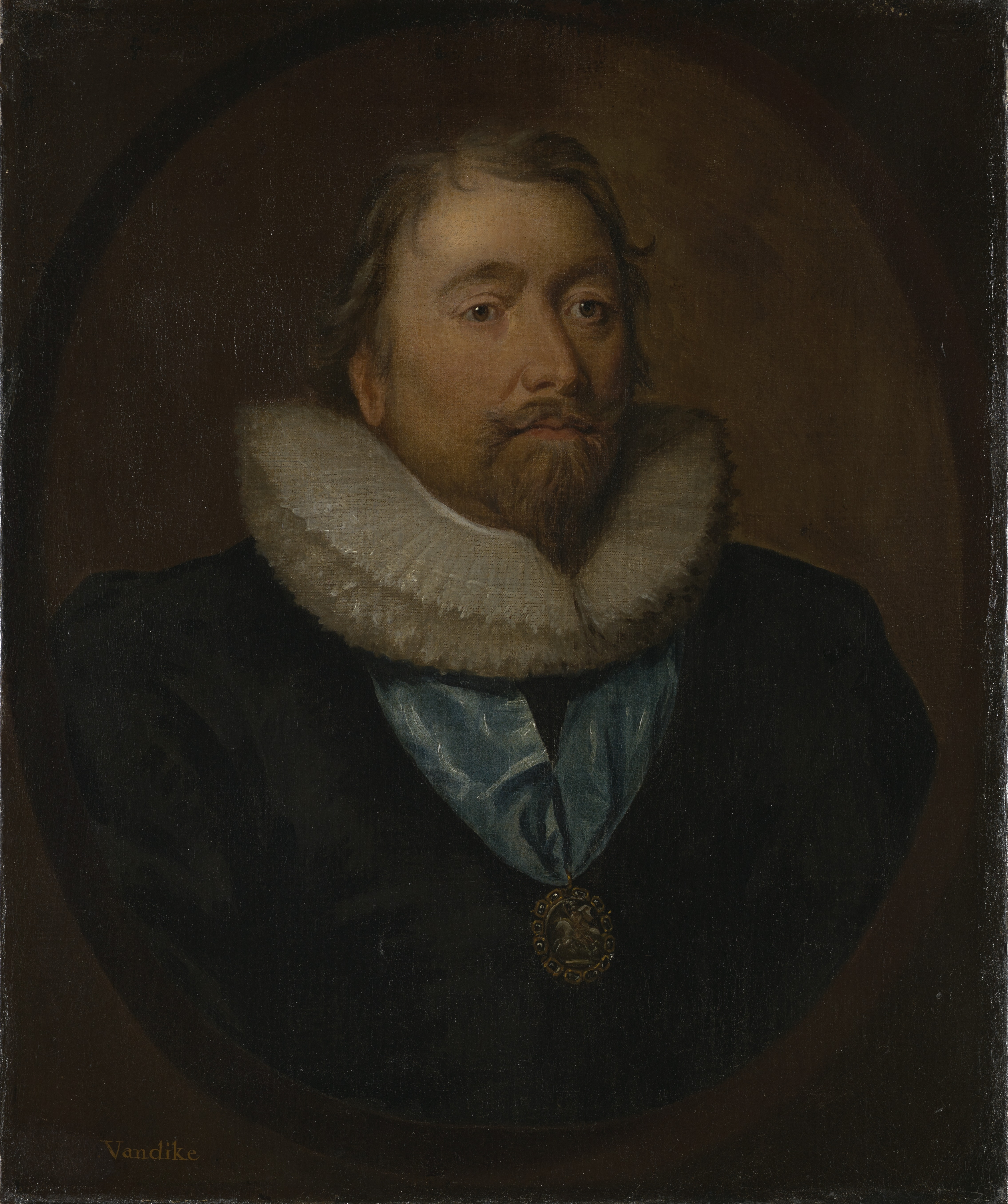
Richard Weston (1601-1604)
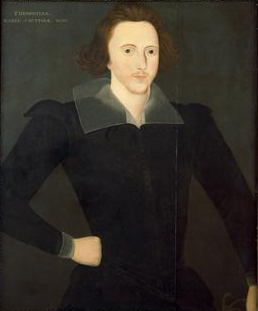
Theophilus Howard (1605-1610)
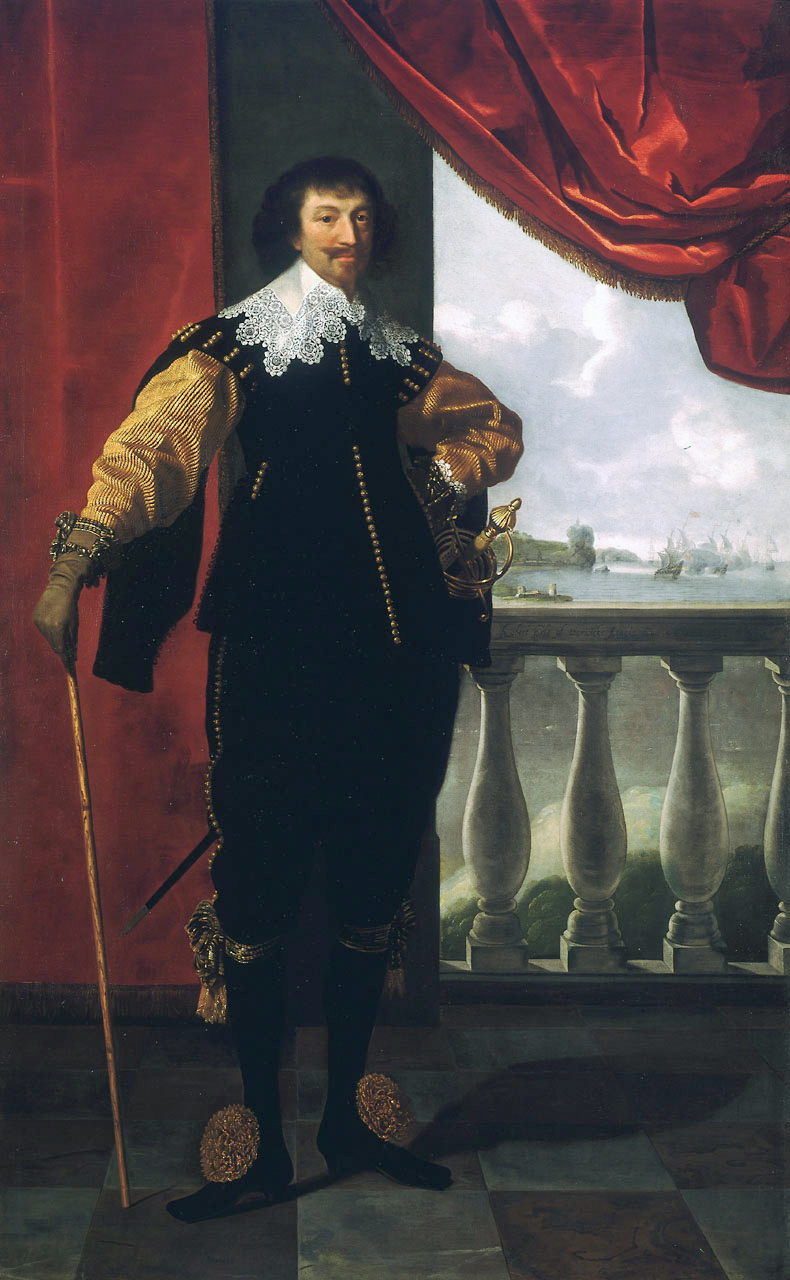
Robert Rich (1610-1614), par Daniel Mytens
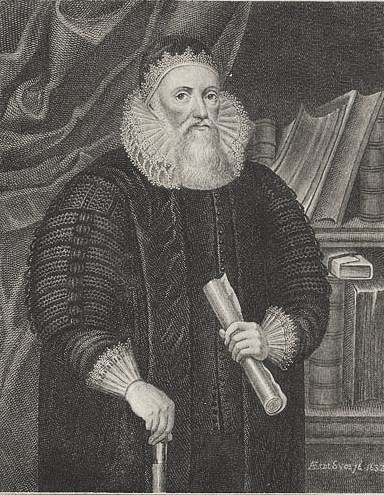
judge Julius Caesar (1621-1624)
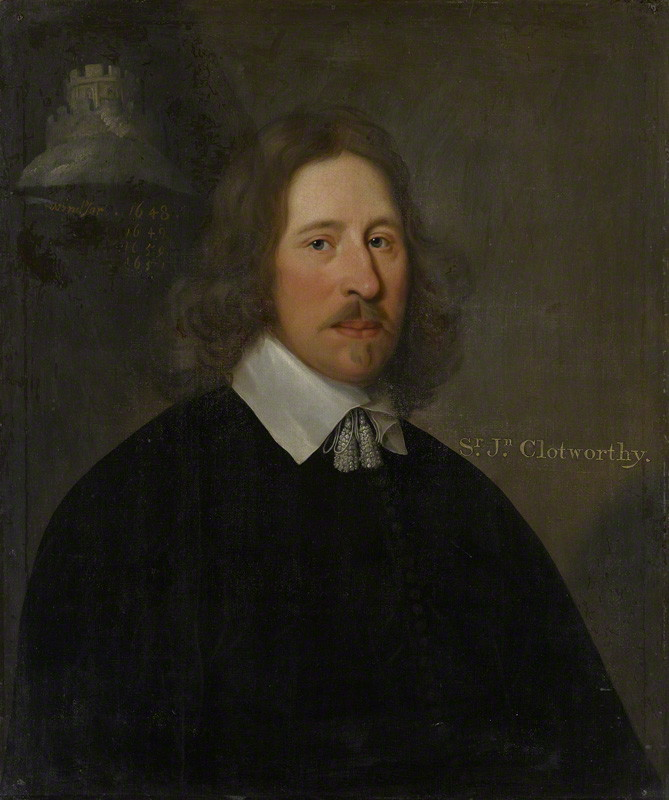
John Clotworthy (1640-1648)
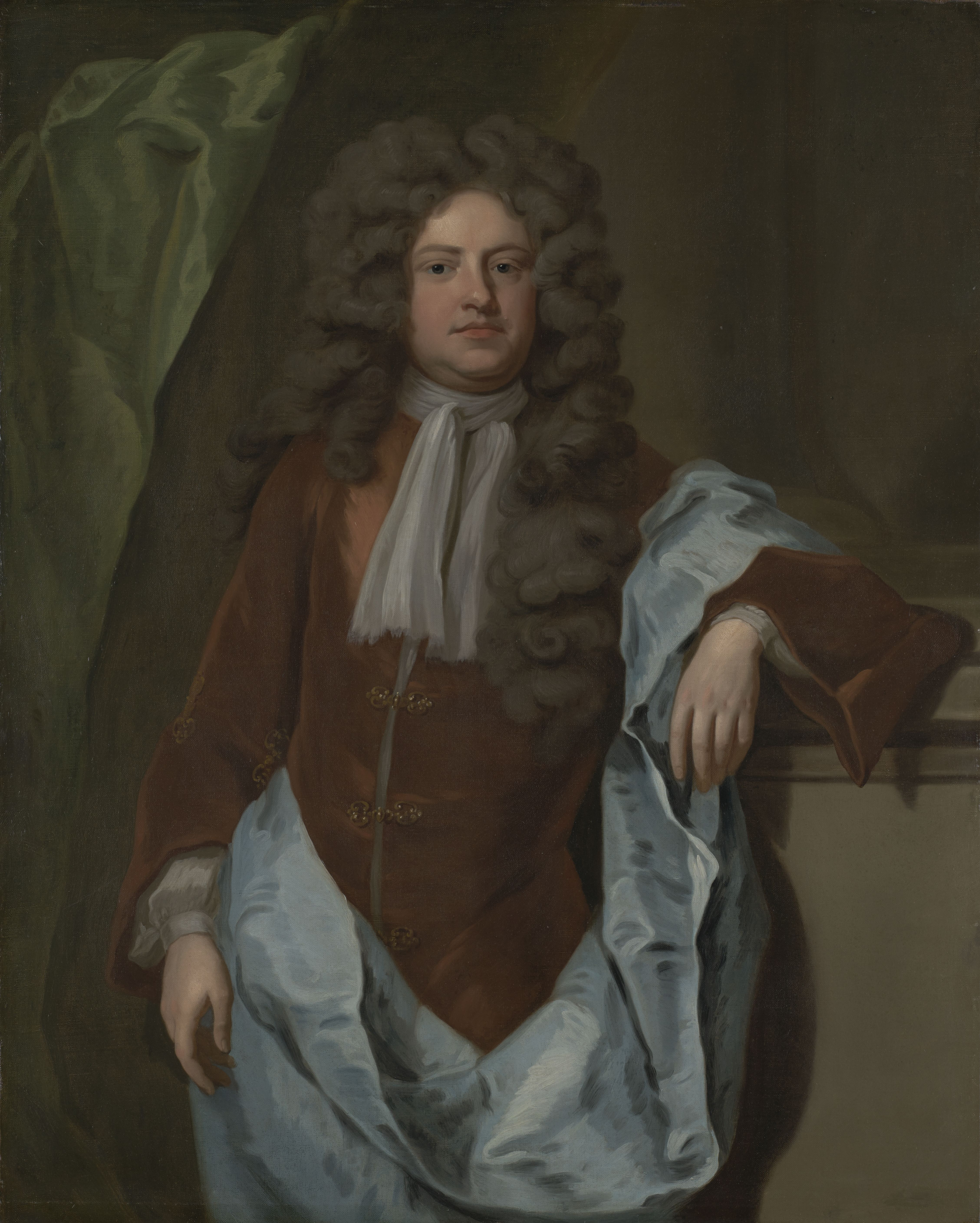
Charles Montagu (1689-1695), par Michael Dahl
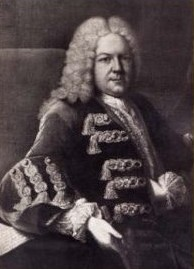
Benjamin Keene (1740-1741)
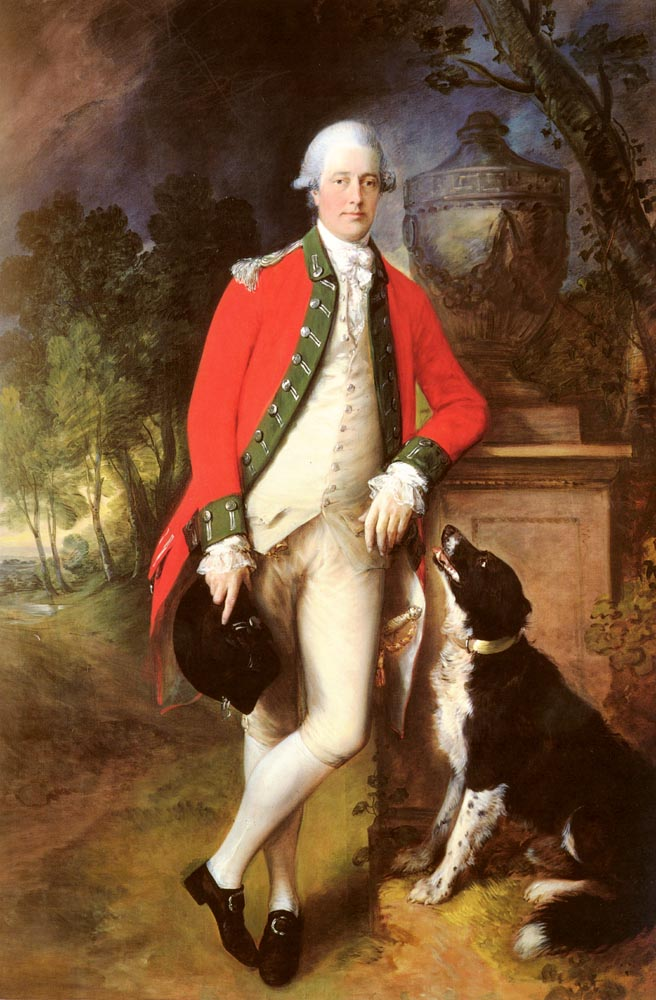
John Bullock (1754-1774), par Thomas Gainsborough
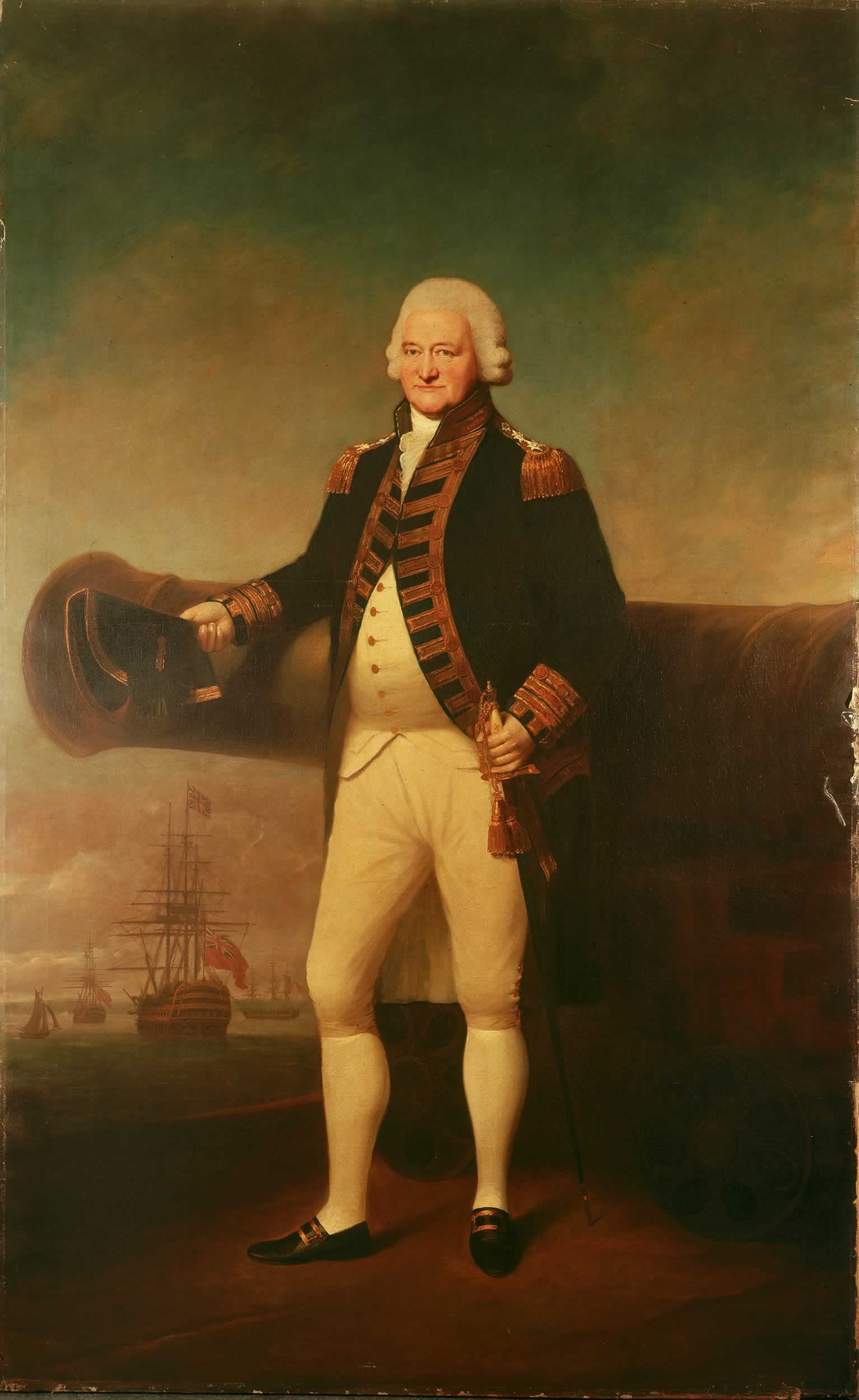
Peter Parker (1787-1790), par Lemuel Francis Abbott
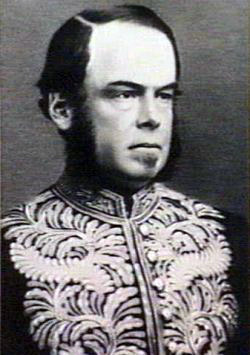
Charles du Cane (1852-1854)
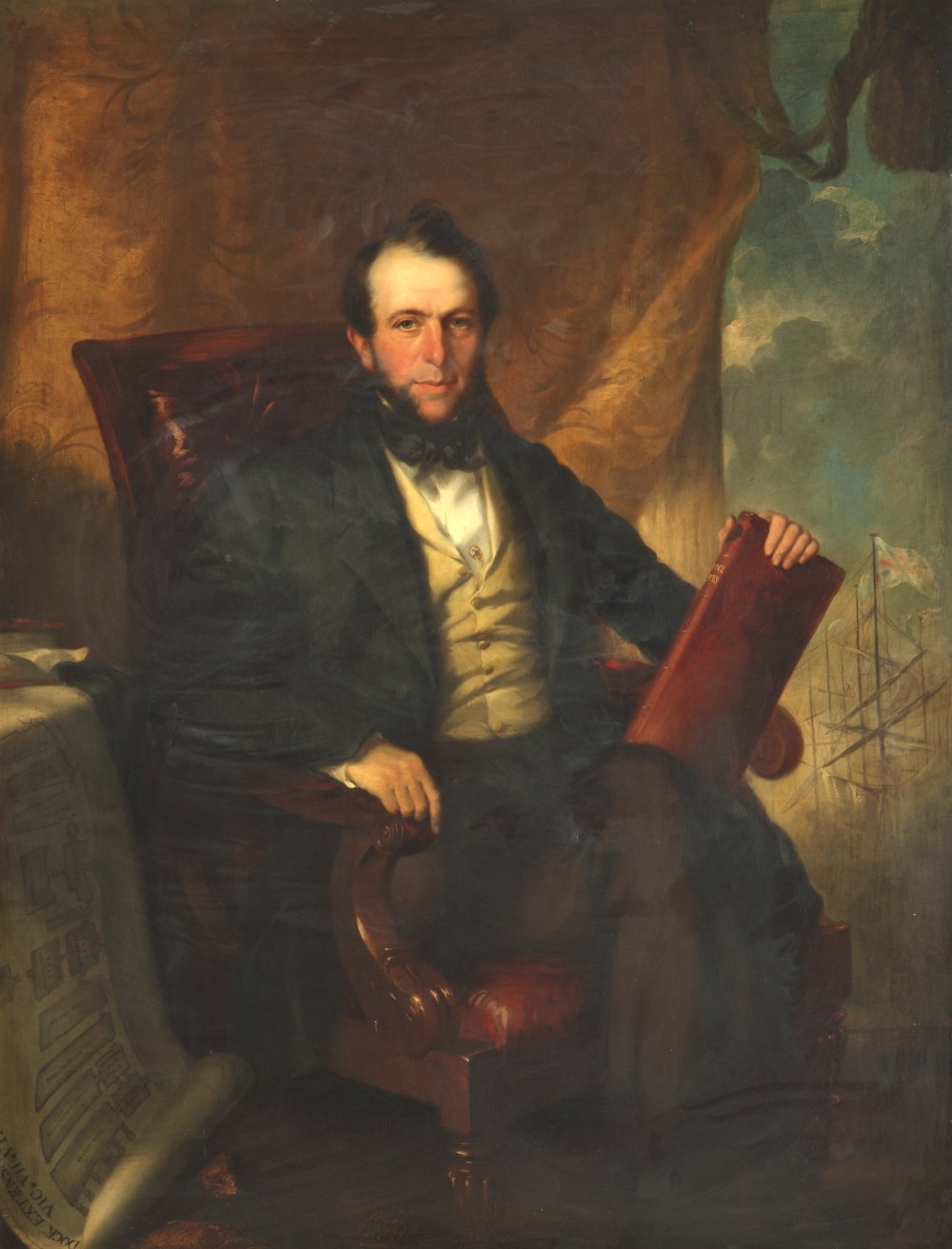
John Bramley-Moore (1854-1859), par Edward Benson
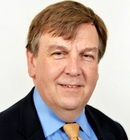
John Whittingdale (2010-Présent)